# Lorenzo Ricci
Lorenzo Ricci (ur. 2 sierpnia 1703 we Florencji, zm. 24 listopada 1775 w Rzymie) – generał jezuitów.
Członek jednego z najważniejszych toskańskich rodów. Profesor i ojciec duchowy Kolegium Rzymskiego. Sekretarz przełożonego generalnego Centurione, którego został następcą 21 maja 1758. Zyskał poparcie papieża Klemensa XIII, ale nie udało mu się zapobiec kasacie Towarzystwa Jezusowego w Portugalii, Francji i Hiszpanii. Kiedy zaproponowano mu kompromis i reformę jezuitów, miał wypowiedzieć znane słowa Sint ut sunt aut non sint (Niech będą jak są albo niech nie będą). Nowy biskup Rzymu Klemens XIV podczas konklawe zobowiązał się do całkowitej likwidacji Towarzystwa Jezusowego i zrobił to 21 lipca 1773. Ricci został uwięziony w Castel Sant’Angelo, gdzie zmarł.